# Matheus de Vargas
Matheus de Vargas (Sinop, Brasil, 18 de junio de 1996) es un futbolista brasilero que juega de delantero. Actualmente integra el plantel del Paysandu.

## Clubes
| Club               | País      | Año           | PJ | Goles |
| ------------------ | --------- | ------------- | -- | ----- |
| Audax Rio          | Brasil    | 2014          | 7  | 1     |
| Corinthians        | Brasil    | 2015          | 0  | 0     |
| Oeste (cedido)     | Brasil    | 2016          | 26 | 2     |
| Audax São Paulo EC | Brasil    | 2017          | 11 | 0     |
| AO Kerkyra         | Grecia    | 2017-2018     | 2  | 0     |
| Buriram United     | Tailandia | 2024          | 8  | 0     |
| Paysandu           | Brasil    | 2025-presente | 0  | 0     |